# Шнейдерман, Исаак Израилевич
Исаа́к Изра́илевич Шнейдерма́н (1910—1991) — советский театровед и театральный критик, киновед, театральный педагог.

## Биография
Родился в 1910 году в Одессе в многодетной семье еврейского начального учителя-меламеда. Старший брат стал активным участником революционного движения. В романе Алексея Толстого «Хождение по мукам» он упомянут под партийной кличкой Крайний. Был расстрелян в Гражданскую войну. Под его влиянием революционными идеями прониклись сначала все младшие братья и сёстры, а потом и родители. В 1920 году семья переехала в Москву, где Исаак Шнейдерман учился в школе-коммуне Наркомпроса.
Окончив искусствоведческое отделение Московского государственного университета, поступил в аспирантуру театроведческой секции Ленинградского института искусствознания. В 1937 году закончил работу над диссертацией по теме «Из истории эстетического театра в России. (Ранний Таиров)», однако она не была представлена к защите.
В 1942 году эвакуирован с семьей в Томск, где начал преподавать в Ленинградском театральном институте, с которым вернулся из эвакуации в Ленинград. В 1945 году вступил в ВКП(б).
В 1949 году в ходе кампании по борьбе с космополитизмом уволен из института. Получил скромную должность в Театральной библиотеке, вёл экскурсии в Театральном музее. 
В 1954 году защитил диссертацию на соискание учёной степени кандидата искусствоведения по теме «М. Г. Савина: 1854—1915».  
В 1955–1958 годах заведовал литературной частью Академического театра драмы имени Пушкина.
С 1958 года работал научным сотрудником сектора кино  Научно-исследовательского отдела Ленинградского института театра, музыки и кинематографии. Руководил секцией драматургии, теории и критики ленинградского отделения Союза кинематографистов СССР. Был членом худсовета Третьего творческого объединения киностудии «Ленфильм».
В середине 1960-х вернулся в Театральный институт на кафедру советского и русского театра, где работал до 1984 года.
Один из авторов Театральной энциклопедии.
Жена – Инна Карловна Клих (1904—1974), ответственный секретарь ленинградского отделения Всероссийского театрального общества (1946–1963), директор Театрального музея (1963–1974).
Дочь – Галина Исааковна Клих, театровед.